# Campionati europei di sollevamento pesi 1910
I Campionati europei di sollevamento pesi 1910, 15ª edizione della manifestazione, si disputarono a Budapest il 25 e 26 marzo 1910.

## Formula
La formula prevedeva tre serie di sollevamenti:
- sollevamento a slancio a una mano;
- sollevamento a distensione a due mani;
- sollevamento a slancio a due mani.

## Titoli in palio
Si assegnarono titoli in due categorie.
| Categoria    | Eventi        |
| ------------ | ------------- |
| Pesi leggeri | 67,5 kg       |
| Pesi massimi | Oltre 67,5 kg |

## Risultati
| Evento        | Oro           | Oro   | Argento      | Argento | Bronzo            | Bronzo |
| ------------- | ------------- | ----- | ------------ | ------- | ----------------- | ------ |
| 67,5 kg       | Franz Komarek | 300,0 | Karl Swoboda | 280,0   | Imre Erödy        | 270,0  |
| Oltre 67,5 kg | Edmund Danzer | 330,0 | Josef Grafl  | 310,0   | Eugen Fleischmann | 295,0  |

## Medagliere
| Posiz. | Nazione  | Oro | Argento | Bronzo | Totale |
| ------ | -------- | --- | ------- | ------ | ------ |
| 1      | Austria  | 2   | 2       | 1      | 5      |
| 2      | Ungheria | 0   | 0       | 1      | 1      |
| Totale | Totale   | 2   | 2       | 2      | 6      |